# Вбивство у зимовій Ялті
«Вбивство у зимовій Ялті» — український детективний художній фільм, який зняв Олександр Муратов 2006 року.
Прем'єра фільму відбулася в київському кінотеатрі «Жовтень» 8 вересня 2007 року.

## Сюжет
У фільмі показано розслідування вбивства молодої вродливої дівчини, головного бухгалтера успішної ялтинської фірми, яке проводять два приятелі — слідчий прокуратури й капітан міліції.

## Ролі й виконавці
- Олег Савкін — Леонід Прохоренко
- Мустафа Куртмуллаєв — Ахтем Аблаєв
- Володимир Нечепоренко — полковник Філіпович
- Микола Шутько — Данило Ткачук
- Анатолій Ященко — Сергій Гніздило
- Юрій Фреган — Вадим Козловський
- Олег Примогенов — Микола Попов
- Олена Бондарева-Репіна — дружина Козловського
- Григорій Боковенко — судексперт
- Леонід Титов — прокурор Тюнін
- Вадим Булгаков — начальник СІЗО
- Дмитро Фролов — фальшивий Козловський
- Валерій Веснін — підполковник в Алчевську
- Михайло Жонін — дільничий в Алчевську
- Наталія Іванська — Наталка
- Ольга Лимар — Ольга
- Юрій Рудченко, Ігор Слободський, Михайло Сукнов — комісія психіатрів

## Знімальна група
- Сценарій і постановка: Олександр Муратов
- Оператор-постановник: Володимир Басс
- Художник-постановник: Тетяна Лазарєва
- Композитор: Сергій Гримальський
- Режисер: Вікторія Муратова
- Звукооператор: Юрій Лавриненко
- Монтажер: Наталія Коротич
- Художник по костюмах: Тетяна Луговська
- Художник по гриму: Ніна Степанова
- Художник-декоратор: Людмила Білан
- Оператори: Олександр Лен, Олександр Найда
- Асистенти режисера: Андрій Муратов, Тетяна Шляпіна
- Асистент оператора: Євген Успенський
- Майстер освітлення: Микола Кравчук
- Гример: Ірина Кириченко
- Редактор: Олександр Кучерявий
- Директор картини: Валерій Голубенко

## Саундтрек
- У фільмі звучать пісня «Ми вовки, ми вовча зграя» на слова Олександра Муратова, яку виконує Ігор Богданов та херсонський рок-гурт «Sбей пепел'S».
- У фільмі звучать пісня «Зимова Ялта» на слова Олександра Муратова, яку виконує Тетяна Дяченко.
- У фільмі звучать інструментальні композиції «Елегія» Жуль Массне та «Прощання слов'янки» Василя Агапкіна.